# 자크 쾨르

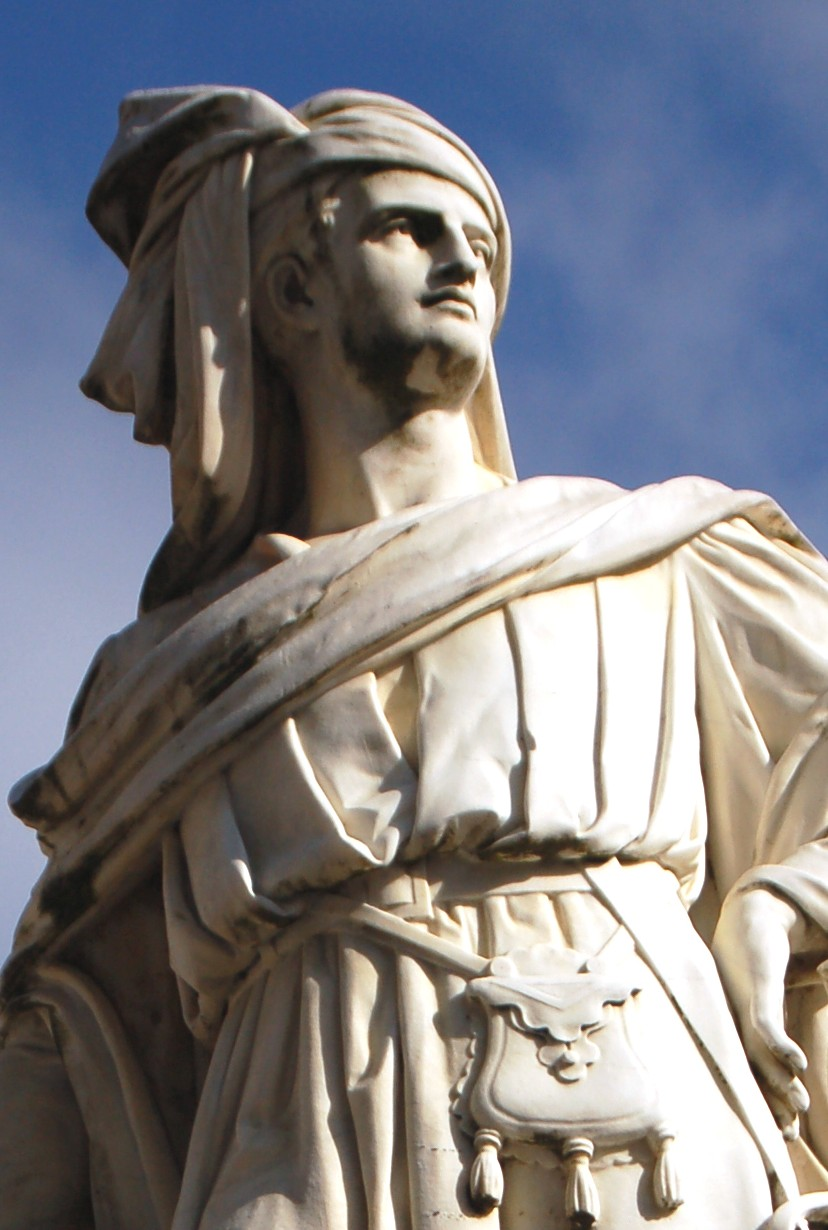
부르주에 있는 자크 쾨르 동상

자크 쾨르(프랑스어: Jacques Cœur, 1395년 ~ 1456년 11월 25일)는 프랑스의 상인으로, 레반트 지역과의 거래를 튼 최초의 인물 중 하나이다.
부르주에서 태어난 쾨르는 화폐주조소장(貨幣鑄造所長)으로 있다가 1432년부터 동방 무역에 종사하여 스스로 터키 땅을 밟았다. 1436년 왕실의 재무감독관(財務監督官)이 되어 귀족 칭호를 얻었다. 광산을 개발하고, 모직물 ·향수 등의 생산을 조장하였고, 영국과도 무역의 길을 텄다. 동방을 왕래하는 자크의 배에는 문장(紋章)을 그려 넣었고, “씩씩한 마음 속에 어찌 불가능이 있으랴”라는 말이 쓰여 있었다고 한다. 백년 전쟁 후의 경제부흥에서도 샤를 7세를 도와서 수완을 발휘하였다. 1451년 정치음모로 유죄선고를 받게 되어 방대한 재산은 몰수당하였고, 로마로 도망친 후 교황의 비호를 받았다. 이후 5년 뒤에 히오스 섬에서 사망하였다.
브르주에 남아 있는 자크 쾨르의 옛 저택은 고딕건축으로 유명하다.